# Beatrice Faumuina
Beatrice Roini Liua Faumuina (Auckland, 23 oktober 1974) is een Nieuw-Zeelandse voormalige atlete. Haar grootste succes was het winnen van het discuswerpen op de wereldkampioenschappen in 1997. Ook won ze in 1998 en 2002 het discuswerpen op de Gemenebestspelen. Beatrice Faumuina was, met vier overwinningen op het Nieuw-Zeelands kampioenschap, ook een goed kogelstootster. Ze nam deel aan vier Olympische Spelen en bereikte hiervan tweemaal de finale.

## Biografie
Haar eerste succes behaalde Faumuina in 1993, toen ze bij de Nieuw-Zeelandse kampioenschappen een gouden medaille veroverde bij het discuswerpen. Het jaar erop won ze bij dezelfde kampioenschappen goud bij het kogelstoten en het discuswerpen. In 1996 maakte ze haar olympische debuut op de Olympische Spelen van Atanta bij het discuswerpen. Met 58,40 m sneuvelde ze in de kwalificatieronde.
Op de Olympische Spelen van 2000 in Sydney plaatste ze zich wel voor de finale, maar moest met 58,69 genoegen nemen met een twaalfde plaats. Vier jaar later eindigde ze op de Olympische Spelen van Athene als zevende met een beste poging van 63,45. Jaren later schoof zij met deze prestatie zelfs op naar de zesde plaats, toen eind 2012 het IOC bekendmaakte, dat men op basis van hernieuwde tests de in Athene als derde geëindigde Iryna Jatsjanka op een overtreding van het dopingreglement had betrapt en de Wit-Russische alsnog had gediskwalificeerd.  
In 2006 deed Beatrice Faumuina in de Nieuw-Zeelandse versie van Dancing with the Stars, waarin ze tweede werd. Sinds 2006 is ze presentatrice van Television New Zealand. Ze presenteert onder andere het programma Tagata Pasifika. In Melbourne werd ze dat jaar vierde op de Gemenebestspelen. In dit jaar had ze ook te kampen met blessures.
In het jaar 2007 richtte ze zich weer op de atletiek. Ze woonde het grootste gedeelte van het jaar in Australië, voordat ze meedeed aan de WK in Osaka. Ze kwalificeerde zich voor de Olympische Spelen van 2008 in Peking, maar sneuvelde hierbij in de kwalificatieronde.
Beatrice Faumuina is aangesloten bij Auckland City Athletics Club.

## Titels
- Wereldkampioene discuswerpen - 1997
- Gemenebestkampioene discuswerpen - 1998, 2002
- Nieuw-Zeelands kampioene kogelstoten - 1994, 1997, 1998, 1999
- Nieuw-Zeelands kampioene discuswerpen - 1993, 1994, 1995, 1996, 1997, 1998, 1999, 2000, 2002, 2003, 2004, 2005, 2006

## Persoonlijke records
| Onderdeel      | Prestatie    | Datum         | Plaats    |
| -------------- | ------------ | ------------- | --------- |
| kogelstoten    | 16,96 m      | 14 maart 1998 | Melbourne |
| discuswerpen   | 68,52 m (NR) | 4 juli 1997   | Oslo      |
| kogelslingeren | 44,24 m      | 1995          |           |

## Palmares

### discuswerpen
- 1994:  Gemenebestspelen - 57,12 m
- 1996: 12e in kwal. OS - 58,40 m
- 1997:  WK - 66,82 m
- 1998:  Gemenebestspelen - 65,92 m
- 1999: 4e WK - 64,62 m
- 2000: 12e OS - 58,69 m
- 2000:  Grand Prix - 63,03 m
- 2002:  Gemenebestspelen - 60,83 m
- 2002: Wereldbeker - 62,47 m
- 2004: 6e OS - 63,45 m (in kwal. 64,07 m)
- 2008: 12e in kwal. OS - 57,15 m